# Patofun
Patofun est le premier album de la série de Livres jeunesse Patof, créée par Gilbert Chénier (scénario) et Jean-Guy Lemay (dessin). 
L'album a été publié en décembre 1972.

## Synopsis
Dans ce recueil plein de simplicité et d'humour, le clown Patof nous offre le meilleur de ses gags, on l'applau...ô...ô...dit!